# Крук, Павел Дмитриевич
Павел Дмитриевич Крук (бел. Павел Дзмітрыевіч Крук; род. 3 февраля 1992, Минск) — белорусский футболист, защитник.

## Клубная карьера
Воспитанник клуба «МТЗ-РИПО», с 2010 года играл за минское «Динамо», в основном за дубль.
В феврале 2013 года был отдан в аренду в клуб «Берёза-2010», во второй половине сезона 2013 закрепился в основе.
По окончании сезона 2013 вернулся в «Динамо», но в феврале 2014 года снова стал игроком «Берёзы-2010» на сезон 2014. Вскоре получил травму и выбыл на неопределенный срок. В июне 2014 года вернулся на поле и стал основным игроком клуба.
В начале 2016 года Крук проходил просмотр в «Витебске» и брестском «Динамо», но в итоге в марте стал игроком литовского «Тракая».
В начале 2018 года находился на просмотре в «Смолевичах», минских «Торпедо» и «Луче», однако в апреле стал игроком «Белшины». В августе присоединился к житковичскому клубу ЮАС.
В 2019 году он вернулся в Литву и стал игроком клуба «Паневежис». Был игроком стартового состава, выступал за команду до конца сезона 2019.
В марте 2020 года стал игроком латвийского клуба «Тукумс 2000», однако так и не сыграл за него. Летом покинул клуб и завершил карьеру футболиста.

### В сборной
Играл за юношескую и молодёжную сборную Беларуси.

## Достижение
- Вице-чемпион Литвы: 2016
- Бронзовый призёр чемпионата Литвы: 2017